# یوکو تانابه
یوکو تانابه (انگلیسی: Yoko Tanabe؛ زادهٔ ۲۸ ژانویه ۱۹۶۶) جودوکار زن اهل ژاپن بود.
وی در مسابقات کشوری و بین‌المللی در مجموع برندهٔ ۴ مدال نقره، ۳ مدال برنز شده‌است.